# Anourosorex schmidi
Anourosorex schmidi es una especie de musaraña de la familia soricidae.

## Distribución geográfica
Se encuentra en Bután y la India.